# Haberli

Haberli

Haberli (aramäisch Beth Sbirino, auch Bsorino oder Basbrine)  ist ein christlich-aramäisches Dorf im Landkreis İdil in der Provinz Şırnak im Südosten der Türkei im Gebirgszug Tur Abdin.

## Geographie

### Lage
Die Ortschaft liegt zwischen Midyat und İdil und befindet sich in der Nachbarschaft zu weiteren Orten wie folgt:
| Midyat 37 km              |                                             | Öğündük 15 km |
| Kloster Mor Gabriel 17 km | Kompassrose, die auf Nachbargemeinden zeigt | İdil 29 km    |
| Taşköy 18 km              | Sarıköy 3 km                                |               |

### Klima
Das Klima ist mediterran, im milden Winter und Frühjahr regnet es teilweise sehr viel. Die Sommer sind sehr heiß und trocken.

### Bevölkerung
- Den örtlichen Annalen zufolge lebten im Jahre 1167 ca. 300 Familien in Beth Sbirino.
- In den 70er Jahren des 19. Jahrhunderts gab es in Beth Sbirino 90 Familien und vier Priester.
- 1914/1915 zählte man in Beth Sbirino wieder rund 200 Familien, 1965 waren es noch etwa 130.
- Heute ist die Zahl der in Haberli lebenden Familien auf 22 gesunken.

### Wirtschaft
Haberli ist von Mandelbäumen umgeben, in seinen Weinbergen wachsen Weintrauben, außerdem werden Feigen und Birnen gezogen. Des Weiteren Gurken, Wasser- und Honigmelonen, sowie Weizen und sonstiges Getreide.

## Geschichte
Über die Ursprünge des Ortes in vorchristlicher Zeit gibt es keine Überlieferung. Syrische Quellen geben an, dass das Christentum im ersten Jahrhundert durch den sagenhaften Apostel Addai und seinen Schüler Aggai über Beth Zabday in den Tur Abdin gelangte. Daraus lässt sich schließen, dass Beth Sbirino ungefähr um dieselbe Zeit das Christentum angenommen hat. Noch heute zeugen Ruinen von einer langen Geschichte. Im Jahr der Massaker an den syrischen Christen des Tur Abdin 1915 flüchteten zahlreiche Bewohner der umliegenden Orte nach Beth Sbirino, da die festungsartig gebaute Kirche Mor Dodo ihnen Schutz bot.

### Ortsname
Der Name der Ortschaft Beth Sbirino kommt vom syrischen Beth Sabro und bedeutet Haus der Hoffnung.

### Schriftsteller
Beth Sbirino hat eine Reihe von Verfassern religiöser Schriften hervorgebracht. Einer davon war Yuhanon von Beth Sbirino, der 998 Metropolit des Tur Abdin war. Der Bischof, der im Kloster Mor Gabriel ausgebildet wurde, hat sich um die Wiederbelebung der Estrangelo-Schrift im Tur Abdin verdient gemacht. Ihre Verwendung war in Vergessenheit geraten, als er ihr mit Hilfe seiner Neffen Emanuel, Peter und Hoye zu einer Renaissance verhalf.
Eine weitere Persönlichkeit aus Beth Sbirino ist der Priester und Gelehrte Eschayo († 1425), der eine Schule im Ort gründete. Zu seinen Werken zählen Vershymnen auf Timur Lenk und ein Essay über den Apostel Addai. Andere berühmte Schriftsteller aus Beth Sbirino sind Kaume, Patriarch des Tur Abdin († 1454), der eine Anaphora (Hochgebet) und einen Essay verfasste, und Raban Malke Sako († 1490), von dem außer zahlreichen Essays auch zwei lange Vershymnen auf die Jungfrau Maria stammen.
Eschayos Sohn, Raban Yeshu († 1492) schrieb 40 Essays zum Gedächtnis der Heiligen sowie andere Vershymnen. Nach Patriarch Afrem Barsaumo hat Raban Aday von Beth Sbirino die Chronik der Welt von Bar Hebräus um 1500 vervollständigt. Er schrieb auch die Biographien der Patriarchen zwischen 1285 und 1492. Darüber hinaus beschrieb er den Feldzug der Mongolen gegen Amid (heute Diyarbakır). Die Chronik umfasst die Ereignisse zwischen 1394 und 1492 und ist 1790 erschienen.
Yuhanon († 1729), Sohn des Kardasch, verfasste zwei liturgische Vershymnen und beschrieb die Plünderungen, die das Tur Abdin 1714 erlebte.

### Kalligraphen
Die Kalligraphen von Beth Sbirino sind bekannt durch die Ausstattung der Kirchen des Tur Abdin. Zu ihnen zählen Metropolit Yuhanon  (998–1034), der Chefkalligraph Raban Amanuel (1041) und sein Bruder Raban Petrus, der Maler Raban Hoye, Sohn des Loozer von Sobo (1133), Raban Petrus (1201), der Sohn des Abulfarach von Beth aus der Familie Sobo, Raban Abrohom (1465–1512), Sohn des Behnam Zanbur, Raban Gabriel (1474) Sohn des Yeshu, sowie Metropolit Garib (1589–1592).
Der Kalligraph Markus aus Beth Sbirino schuf 1853 ein Fenkhito (liturgisches Buch) für das Dorf Midun und 1864 ein Evangeliar, das heute noch in Verwendung ist. Der aus Beth Sbirino stammende Bischof Saliba (1853–1885) ist der letzte Kalligraph aus Beth Sbirino. Von ihm stammen die Evangeliare vieler Kirchen des Tur Abdin, z. B. des Klosters Mor Gabriel, von Qanaq, Badibe, Marbobo und der Mor Schmuni-Kirche in Midyat.

## Sehenswürdigkeiten
Es gibt in Beth Sbirino 25 Kirchen. Die Hauptkirche ist Mor Dodo geweiht. Sie wurde im 6. Jahrhundert errichtet und im Jahre 1199 einer umfassenden Renovierung unterzogen. Die Kirchen Mor Sarkis und Mor Bakus sind 1191 in ihrer Bausubstanz saniert worden.